# Valeriana rosaliana
Valeriana rosaliana là một loài thực vật có hoa trong họ Kim ngân. Loài này được F.G.Mey. miêu tả khoa học đầu tiên năm 1979.